# Robert Rogers (soldat)
Ne doit pas être confondu avec Robert Rogers ou Robert Gordon Rogers.
Robert Rogers (Methuen (Massachusetts), 7 ou 8 novembre 1731 – Londres, 18 mai 1795), est un milicien provincial et un mercenaire britannique des Treize Colonies ayant principalement participé à la guerre de Sept Ans et créé les Rangers de Rogers. Il est reconnu comme le père fondateur des Rangers et des Forces spéciales de l'U.S. Army.

## Biographie
Robert Rogers, baptisé le 14 novembre 1731, est le 5e enfant d'une famille nombreuse de sept garçons et quatre filles de colons irlando-écossais, et le premier à être né sur le continent américain après l'émigration de ses parents, James Jacob Rogers (1706-1753) et Mary Margaret MacPhartridge Rogers (1705-1763), venus d'Ulster via Boston en 1729 ; il nait à Methuen à l'extrême nord-est de la province de la baie du Massachusetts, l'une des Treize Colonies britanniques de la côte est de l'Amérique du Nord.
La famille s'installe en 1739 à une soixantaine de kilomètres de Methuen, dans la province voisine du New Hampshire, exploitant un terrain baptisé "Mountalona", sur le site de la future ville de Dunbarton, d'où sera enrôlé Robert comme milicien.

### Début de carrière militaire (1746-1755)
Il sert dans la milice de la province du New Hampshire pendant la guerre du Roi Georges entre 1746 et 1748, puis pendant la guerre de la Conquête sous les ordres du colonel Joseph Blanchard en 1754-55. À l'exemple de celle de Benjamin Church ou des Rangers de Gorham de John (en) et Joseph Gorham, les milices étaient utilisées principalement pour des missions de reconnaissance ou des embuscades dans les régions isolées et sauvages. Basés à Fort Edward pendant l'hiver 1755-1756, le capitaine Rogers et ses hommes entreprennent des expéditions contre des villages français, amérindiens et des emplacements militaires dans les régions du lac George (bataille du lac George, 1755) et du lac Champlain dans la province de New York.

### Les Rangers de Rogers (1756-1761)
Au printemps 1756, Rogers arrive à Portsmouth (New Hampshire) et commence à recruter des soldats pour la Couronne britannique, en utilisant l'autorité que lui avait conféré le colonel John Winslow. C'est ainsi qu'il forme les Rangers de Rogers, qui deviendront les meilleurs combattants de Nouvelle-Angleterre pour mener des actions contre les franco-canadiens ; ils s'inspirent des tactiques de guerre des indiens, se déplacent sur les eaux en baleinières, et en hiver voyagent en raquettes en forêt ou en patins sur les rivières gelées, pour effectuer des raids militaires éclairs. Les Français tentent de les contrer par des piquets, des groupes de 50 soldats choisis parmi les meilleurs dans divers régiments.

### Guerre de Sept Ans (1756-1763)

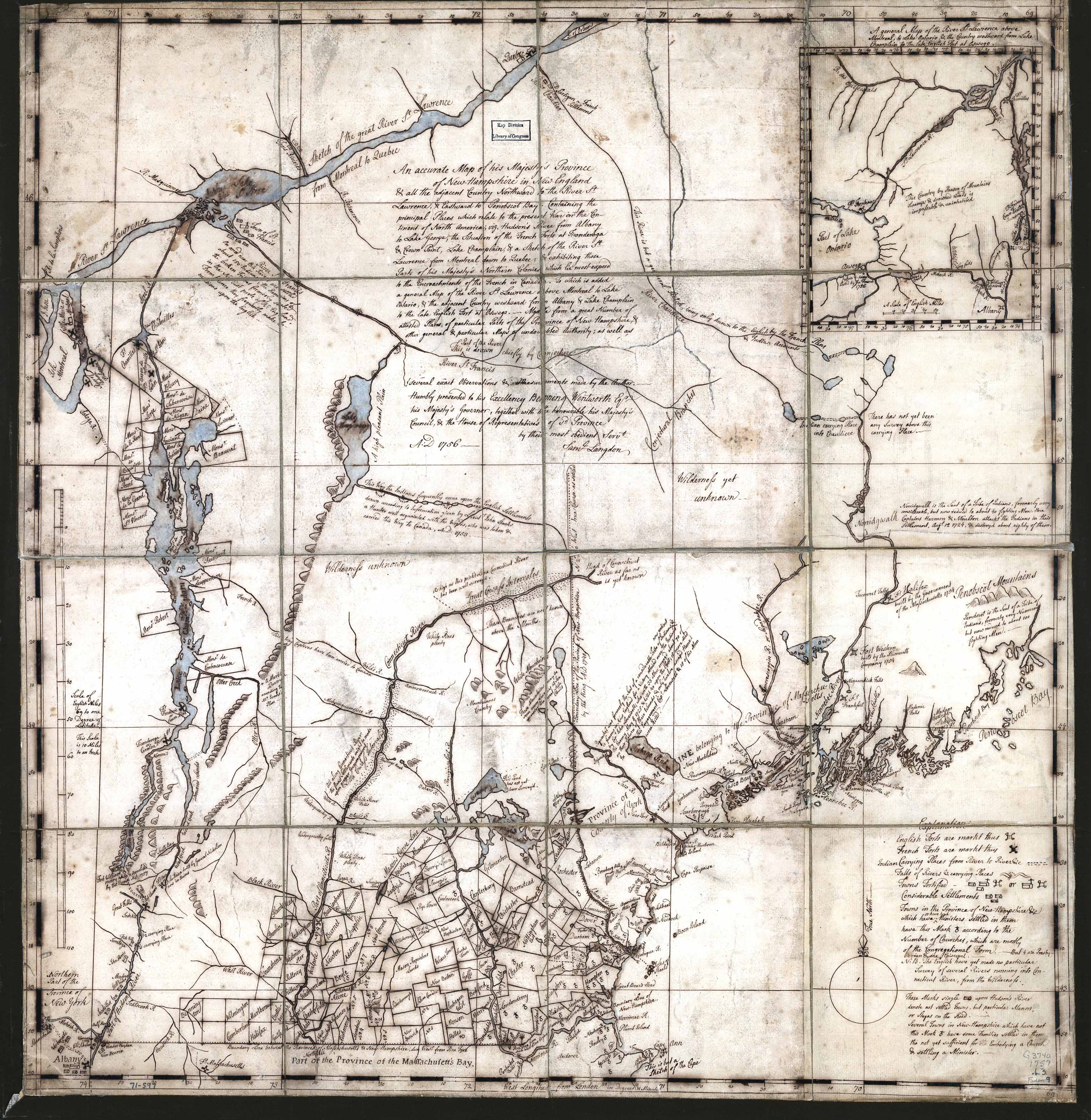
Carte de 1756 de Joseph Blanchard & Samuel Langdon

Les rangers de Rogers, où figure le futur héros de la guerre d'indépendance des États-Unis John Stark, prennent part à plusieurs combats, tantôt simples escarmouches, tantôt batailles acharnées avec nombreux tués, souvent décisifs pour la future domination britannique. C'est ainsi qu'ils combattent lors de la bataille du lac Saint-Sacrement en mars 1757, des Batailles en raquettes de 1757 et 1758, au siège de Louisbourg et à la sanglante bataille de Fort Carillon en 1758, à la bataille de Ticonderoga en 1759, au raid de Sainte-Thérèse (en) et au siège de l'Île aux Noix, et enfin à la capitulation de Montréal en 1760.
Bien que considérés avec condescendance par la plupart des officiers aristocrates de l'armée régulière britannique, les rangers de Rogers ont été l'une des rares forces non-indiennes capables d'agir dans les régions inhospitalières et montagneuses et dans des conditions climatiques rigoureuses. Plusieurs autres unités de rangers seront créées sur son modèle : durant le siège de Québec, environ 600 rangers participent aux différents combats et expéditions sous le commandement du major George Scott.
Le raid de Sainte-Thérèse effectué sans le moindre coup de feu, mais avec de très lourdes pertes matérielles pour les Français, a été certainement le fait d'armes le plus spectaculaire de Rogers, qui a contribué beaucoup à sa renommée. Néanmoins, Rogers reste un personnage ambigu, et controversé en raison de la cruauté qu'il a montrée lors du raid de la rivière Saint-François au Québec en 1759. Ordonnée par le général Jeffery Amherst, qui détestait les Indiens, une expédition de représailles contre le village des Abénaquis de Saint-François-du-Lac, alliés des Français, est confiée à Rogers ; 200 rangers partent de la baie Missisquoi et se rendent à travers bois jusqu'à Saint-François, qu'ils détruisent complètement par le feu le 4 octobre 1759, ainsi que le Fort Crevier, en revendiquant 200 indiens tués, dont des femmes et des enfants. Même si les chiffres français font état d'un nombre de morts beaucoup moins important (une trentaine), ce massacre vaudra à Rogers de la part des Abénaquis le surnom de « White Devil » (Diable blanc). Poursuivis par Jean-Daniel Dumas à la tête d'un groupe de soldats et d'indiens, Rogers et ses hommes remontent la rivière Saint-François jusqu'au lac Memphrémagog où ils se séparent en plusieurs groupes pour échapper à leurs poursuivants, en se donnant rendez-vous au fort Wentworth où des hommes et des vivres devaient les attendre ; cependant, à leur arrivée, le fort était désert. Rogers réussit à atteindre le Fort n° 4 par le fleuve Connecticut. Plusieurs de ses hommes sont morts de faim, de froid ou ont été rattrapés par leurs poursuivants.
Après la chute de Québec et la reddition de Montréal en 1760, les conflits entre les indiens et les colons à l'Est se sont raréfiés. Le général Amherst transfère Rogers et ses hommes sous les ordres du brigadier-général Robert Monckton, commandant du fort Pitt (anciennement Fort Duquesne). Sur les conseils d'Amherst, Monckton envoie les rangers vers le Nord conquérir le fort Pontchartrain du Détroit, dont ils s'emparent le 29 novembre 1760. Au printemps 1761, Rogers et ses rangers occupent le fort Michillimakinac et le fort Saint-Joseph. La reddition des postes français sur les Grands Lacs met fin aux missions de ses compagnies de rangers, qui sont dissoutes peu après. Monckton lui offre le commandement d'une compagnie de soldats réguliers en Caroline du Sud, mais, au bout d'un an, Rogers, ne supportant pas la chaleur étouffante du Sud, demande une affectation moins lointaine à New York. Sa nouvelle unité est également supprimée un peu plus tard et Rogers est contraint à la retraite à demi-solde en décembre 1762.

### Rébellion du chef indien Pontiac (1763)

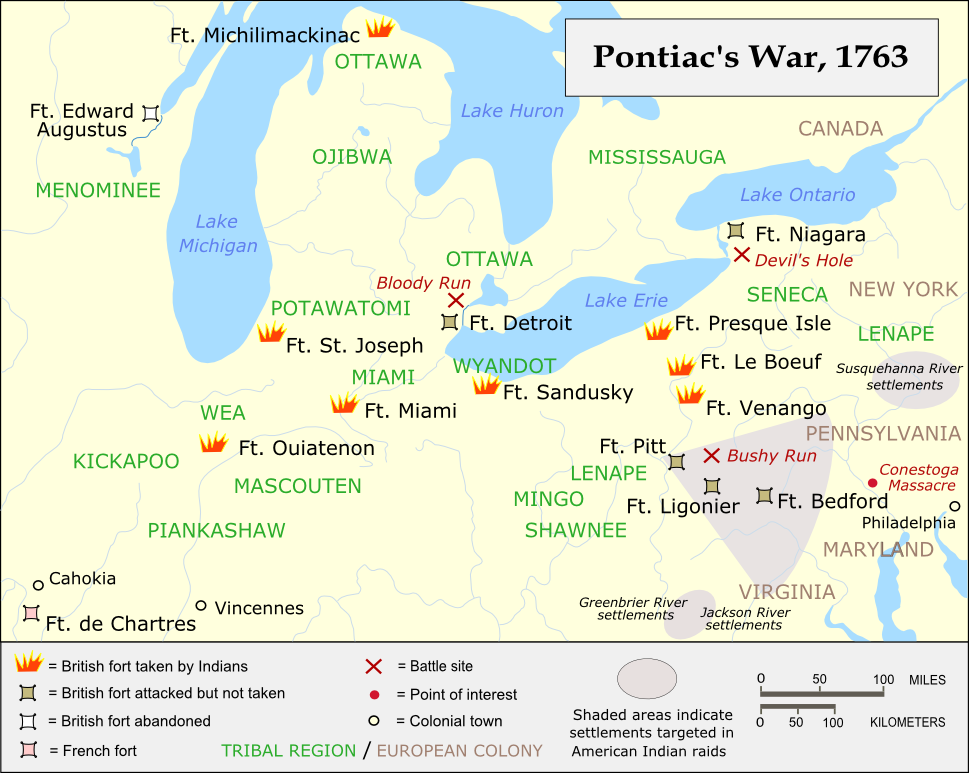
Guerre de Pontiac, 1763 : siège de Fort Détroit et bataille de Bloody Run

En mai 1763, le soulèvement de Pontiac fait reprendre du service à Rogers, resté dévoué au général Amherst, commandant en chef des forces britanniques. Il recrute plusieurs volontaires et rallie les troupes du capitaine James Dalyell envoyées en renfort de la garnison assiégée de Fort Détroit. Au cours de ce qui se voulait une attaque surprise pour anéantir le camp de Pontiac, les forces britanniques sont défaites à la bataille de Bloody Run, et ce sont les hommes de Rogers qui sont chargés de couvrir la retraite. Ce sera le dernier combat de Rogers contre les Amérindiens ; deux ans plus tard, il commémorera Pontiac et son conflit dans une pièce de théâtre jouée pendant son premier séjour à Londres, dont la réception critique est mauvaise.

### L'aventure du Grand passage (1766-1767)
Revenu à la vie civile en 1762 et marié, mais ruiné par une mauvaise conjoncture dans le commerce des fourrures après la guerre de Pontiac, et ne pouvant payer des dettes de jeu, Rogers doit s'exiler en Grande-Bretagne. Il y publie son journal des années de guerre 1755-1761 et un livre avec une documentation de première main sur l'Amérique du Nord. Compte tenu de sa réputation, le roi George III accepte son idée d'une expédition pour trouver le fameux Grand passage permettant de se rendre depuis le nord de la côte atlantique jusqu'au Pacifique. À défaut de lui en donner les moyens financiers, le roi le nomme gouverneur de Michillimakinac, ce qui lui attire l'inimitié du général Thomas Gage, commandant en chef des forces britanniques en Amérique du Nord, irrité de ne pas avoir eu son mot à dire sur cette nomination d'un homme qu'il n'estimait pas ; sous de fausses accusations de trahison et subornant des témoins, Gage ira jusqu'à faire traduire Rogers en cour martiale en 1768, mais ce dernier, protégé du général Amherst, et peut-être du roi lui-même, est acquitté de toutes les charges.
Les deux expéditions ordonnées par Rogers à partir de Michillimakinac pour l'ouverture de voies terrestres ou maritimes vers le Pacifique n'ont pas abouti, et il faudra attendre les pionniers Alexander Mackenzie et Roald Amundsen pour qu'elles soient réalisées. Malgré son échec, et davantage que pour ses exploits militaires, c'est cet aspect visionnaire de Rogers qui a relancé l'intérêt pour le personnage à la fin des années 1930.

### Révolution américaine (1775-1777)

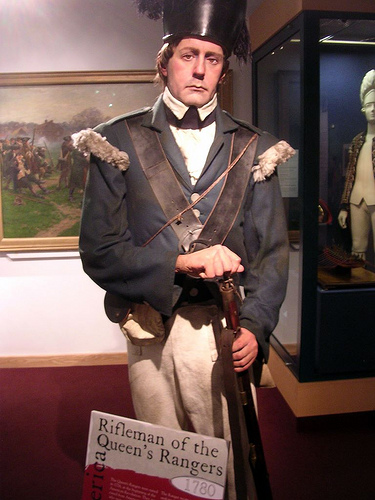
Fusilier des Queen's Rangers, 1780

Durant la Révolution américaine, Rogers reçoit une offre d'une commission de l'armée révolutionnaire par le Congrès continental américain, mais refuse au motif qu'il est un officier britannique. Se ravisant, il écrit plus tard à George Washington, demandant un commandement, mais au lieu de cela, Washington le fait arrêter comme espion loyaliste. Il s'évade et offre alors ses services à l'armée britannique. Celle-ci espérait qu'il serait à la hauteur de sa réputation, et, en août 1776, nommé lieutenant-colonel, il peut former une nouvelle unité, les « Queen's Rangers ». C'est pendant la campagne de New York, quelques jours avant la bataille de White Plains qu'il va livrer avec cette compagnie le dernier combat de sa carrière, lors de la bataille de Mamaroneck (en), dite aussi « escarmouche de Heathcote Hill ». Le 22 octobre 1776 à l'aube, son campement est attaqué par des troupes du général Washington nettement supérieures en nombre, et 30 de ses hommes sont tués ou blessés, et autant faits prisonniers ; bien que les pertes adverses soient presque équivalentes, on lui reproche cette défaite, et surtout son alcoolisme, et il est relevé du commandement, puis mis à la retraite en mai 1777. Fin 1780, lors d'un voyage en bateau vers New York, il est capturé par un corsaire américain et emprisonné, mais s'évade en 1782. En 1783, il est évacué avec d'autres soldats britanniques en Angleterre. Là, incapable de gagner sa vie, il meurt dans la solitude et couvert de dettes à Londres en 1795.

## Famille

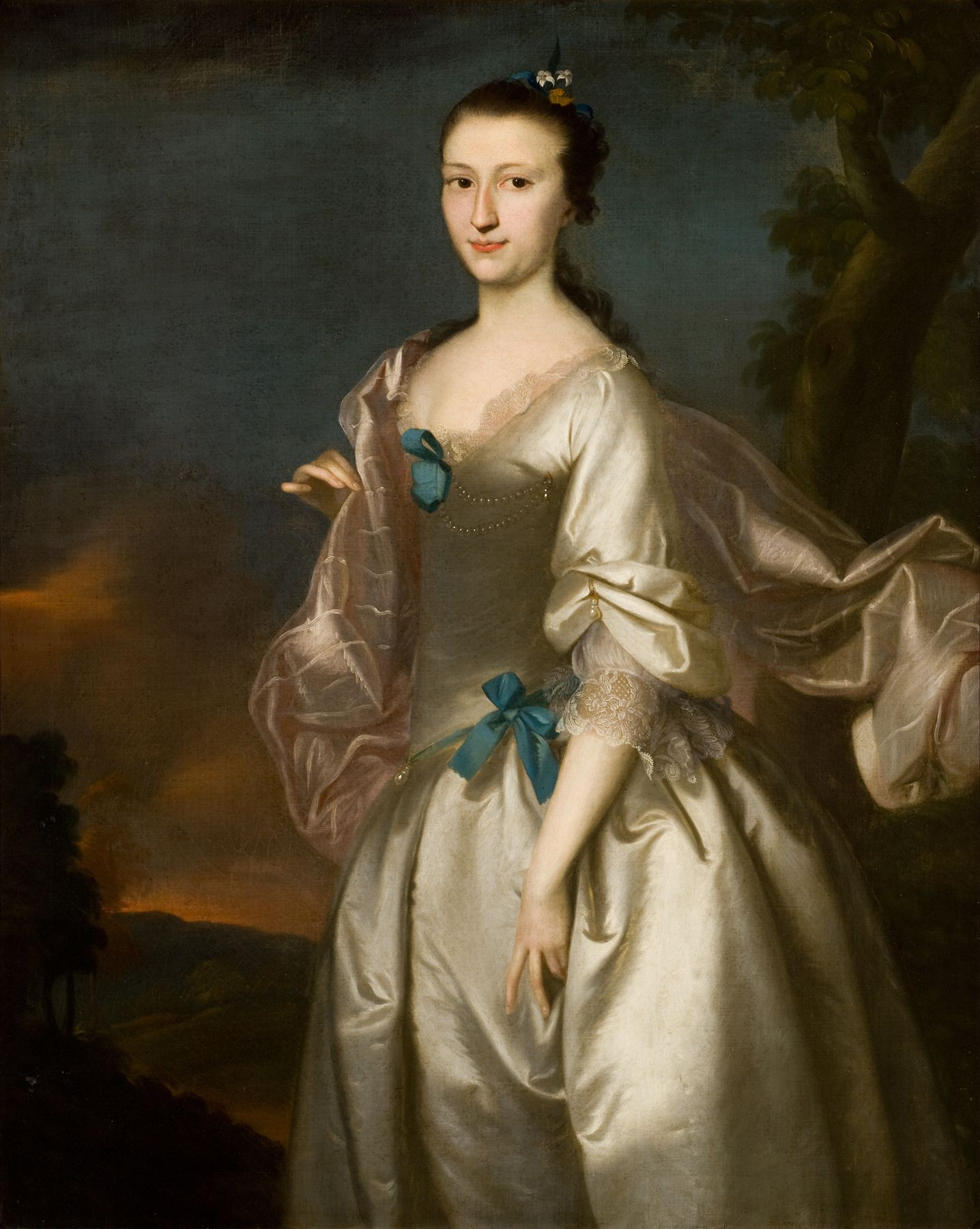
Mme Robert Rogers, née Elizabeth Browne, par Joseph Blackburn (1761)

Frère aîné de Robert, James (en) (1728-1790) fait également une carrière militaire, d'abord comme officier au sein des rangers de son frère, puis commandant d'une unité nouvellement créée et active de 1779 à 1783, les « King's Rangers » canadiens. Un frère plus jeune, Richard (1734-1757), s'engage dans les rangers en 1755 et commande une compagnie, mais meurt de la variole deux ans plus tard. Il est possible que John Rogers, né en 1741, ait été également ranger.
En 1756, Robert Rogers fait la connaissance d'Elizabeth Browne (1741-1813), jeune fille de bonne famille de Portsmouth, fille du révérend Arthur Browne, dont il tombe amoureux. Au printemps 1761, il est de nouveau à Portsmouth et épouse Elizabeth le 30 juin 1761. Ils s'installent à Concord dans la province du New Hampshire. Comme de nombreux habitants de la Nouvelle-Angleterre, ils ont des serviteurs et des esclaves, dont un jeune Indien capturé à Saint-François. Leur unique enfant, un garçon nommé Arthur, est baptisé le 12 février 1769. Une semaine après son mariage, l'époux embarque pour la Caroline du Sud. En fait, Rogers est souvent éloigné du foyer, en campagne, ou en voyage à Londres, et il fait même plusieurs séjours en prison, le plus long de 1772 à 1774, pour motifs politiques ou pour dettes. Elizabeth, après l'avoir suivi à Michillimakinac en août 1766, a regagné Portsmouth dès 1768. Elle demande le divorce en 1775, qui est prononcé début 1778 selon la législature du New Hampshire, pour cause d'abandon et d'infidélité ; elle se remariera avec le capitaine de marine John Roche, dont elle aura un fils en 1781. Robert Rogers, quant à lui, restera célibataire.

## Postérité
Le dévouement de Robert Rogers au service de l'empire britannique dans sa lutte contre la population amérindienne et les colons français est mieux connu que sa brève campagne au sein des forces loyalistes contre les patriotes de la guerre d'indépendance des États-Unis. Vue du côté américain, l'histoire a été plus clémente envers lui qu'envers le traître Benedict Arnold, tenant compte du fait qu'il est resté fidèle à son allégeance britannique. Il a écrit le guide 28 Rules of Ranging (en) (« les 28 règles du Ranger ») et reste une figure honorée par les actuels rangers canadiens et américains comme l'initiateur des tactiques de guérilla des rangers ; ses « règles du Ranger » sont toujours citées sur la première page du manuel remis à chaque soldat de l'école des Rangers de l'U.S. Army.
Robert Rogers figure parmi les 200 rangers honorés par le Ranger Hall of Fame.
Sa statue a été érigée en 2005 sur l'île Rogers (en) à Fort Edward, ainsi que celle d'un groupe de rangers en canoë sur le lac George. Des plaques commémoratives le mentionnent sur ses lieux de bataille. "Camp Rogers" est un lieu d'entrainement des Rangers à l'école militaire de Fort Benning. Une des principales rues de Dunbarton, où il a grandi, est "Robert Rogers Road", qui passe devant le cimetière de Dunbarton où est enterrée sa mère. Le lycée de Methuen, sa ville natale, a les Rangers pour mascotte.

## Œuvres inspirées de la vie de Robert Rogers
En dehors des biographies, la vie mouvementée du major Rogers et sa forte personnalité ont inspiré en totalité ou en partie plusieurs œuvres, romans, films, documentaires, séries télévisées ou bandes dessinées, dont quelques-unes ont été diffusées en France :
- Kenneth Roberts (trad. Pierre-François Caillé), Le Grand Passage [« Northwest Passage (1937) »] (roman), Paris, Stock, 1940, 578 p. ;
- Le Grand Passage (Northwest Passage), film de King Vidor, avec Spencer Tracy, 1940 ;
- Fort Ti (en), film de William Castle, avec Howard Petrie dans le rôle du major Rogers, 1953 ;
- Trois films tirés de la série télévisée américaine NBC Northwest Passage (en) (1958-1959, 26 épisodes de 30 min), avec Keith Larsen dans le rôle du major Rogers :
  - Frontière sauvage, de Jacques Tourneur, 1959 ;
  - Passage secret, de George Waggner et Jacques Tourneur, 1960 ;
  - Fury River, de Jacques Tourneur, George Waggner et Alan Crosland Jr., 1961 ;
- Hugo Pratt (scénario et dessin) (trad. de l'italien, première édition française en 1976, nombreuses rééditions), Fort Wheeling (bande dessinée), Paris, Casterman, 111 p. (présentation en ligne).
- Turn, série télévisée américaine AMC (2014-2017, 40 épisodes de 42 min), avec Angus Macfadyen dans le rôle du major Rogers.

Par ailleurs, élevé dans la culture populaire américaine au rang de héros, Rogers est le sujet d'illustrations, figurines, tee-shirt, puzzles et jeux vidéo.